# Louis-Apollinaire de La Tour du Pin-Montauban
Louis-Apollinaire de La Tour du Pin-Montauban (Parigi, 13 gennaio 1741 – Troyes, 28 novembre 1807) è stato un arcivescovo cattolico francese.

## Biografia
Louis-Apollinaire de La Tour du Pin-Montauban nacque il 13 gennaio 1744 a Parigi. Apparteneva alla famosa famiglia di La Tour du Pin, originaria del Delfinato. Destinato alla carriera ecclesiastica, divenne vicario generale di Yves-Alexandre de Marbeuf, vescovo di Autun, e abate dell'abbazia di Haute-Seille, nella diocesi di Toul, nel 1769. 
Fu nominato vescovo di Nancy il 10 agosto 1777; la nomina fu confermata dal papa 15 dicembre 1777. Si dimise dall'incarico nel 1783. Divenne arcivescovo di Auch il 15 giugno 1783 e confermato dal papa il 18 luglio. 
Nel 1791 si oppose alla Costituzione civile del clero prima di emigrare in Spagna. Si dimise quell'ufficio il 24 ottobre 1801 dopo la firma del Concordato del 1801. L'arcidiocesi di Auch fu soppressa dal Concordato e il suo territorio annesso alla diocesi di Agen. Fu nominato vescovo di Troyes da Napoleone Bonaparte nel 1802, con titolo personale di arcivescovo; la nomina fu confermata il 20 dicembre 1802. Morì il 28 novembre 1807 a Troyes.

## Collegamenti esterni

Stemma della famiglia La Tour du Pin